# Kinnie

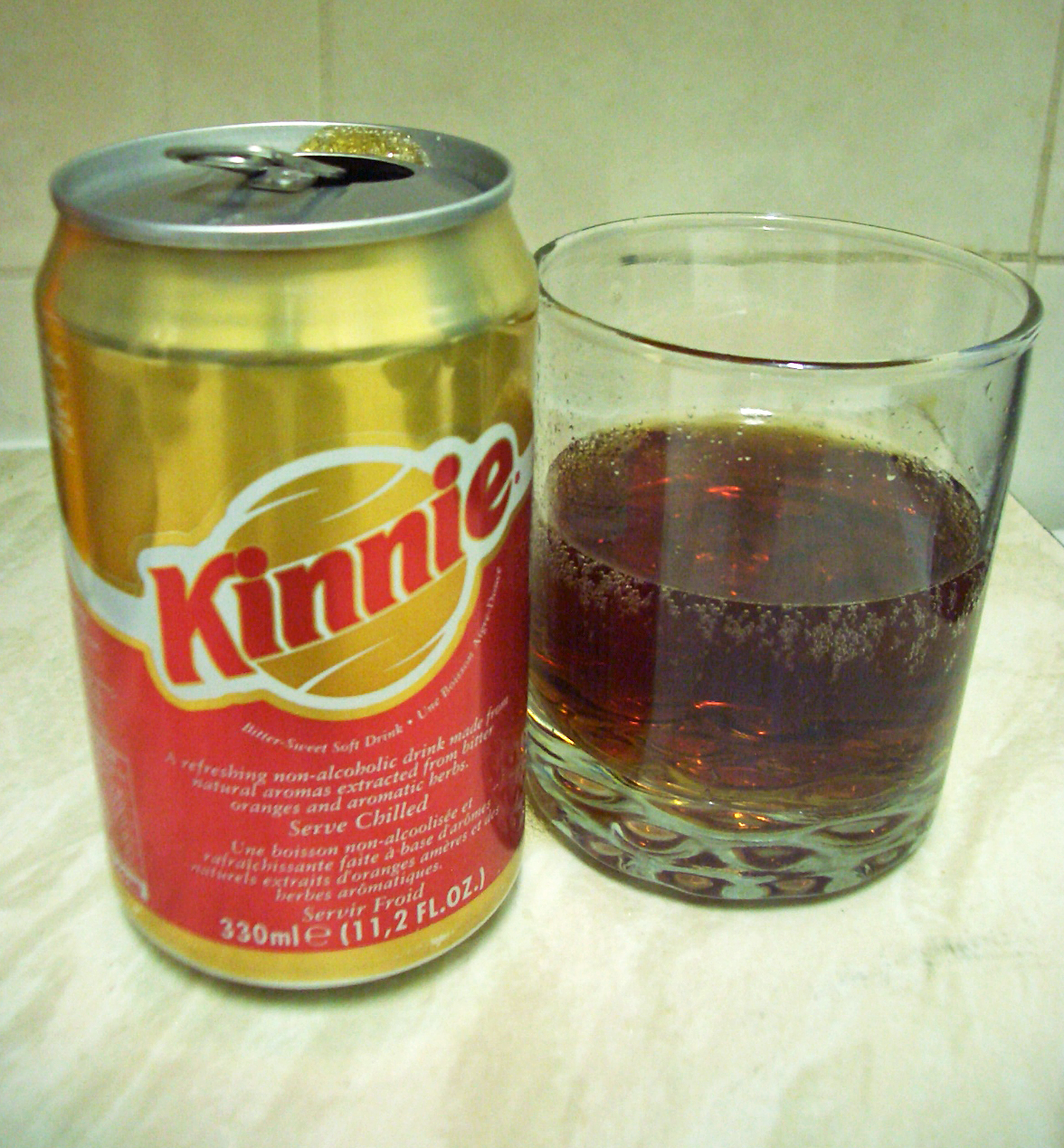

Kinnie je značka limonády pocházející z Malty. Vyrábí ji od roku 1952 firma Simonds Farsons Cisk ve městě Attard. Nápoj má hnědou barvu a hořko-sladkou chuť, obsahuje pomerančovník hořký, pelyněk, zázvor a další přísady, přesné složení je však tajné. Je sycen kyselinou uhličitou. Existuje také ve verzi Light (od roku 1984) a KinnieZest (od roku 2007). Pije se buď samotný, vychlazený a s plátkem pomeranče, nebo se míchá s alkoholem (rum, vodka, sekt). Vyváží se do Velké Británie, Itálie, Německa, Polska, Nizozemska, Švýcarska, Libye a Kanady. Na Maltě je Kinnie pokládáno za národní nápoj.